# 大津ショッピングプラザ
大津ショッピングプラザアーク（おおづショッピングプラザアーク）は、熊本県菊池郡大津町室にある複合商業施設。
1987年（昭和62年）10月31日にジャスコ大津店（現在のイオン）を核に30の専門店が入居する、売り場面積9,750平方メートルの商業施設として開業。核テナントはイオンで、運営はイオン九州（2016年2月以前はイオンモール）である。イオン系列店において熊本県内では初出店（第一号）の店舗である。2007年（平成19年）および2011年（平成23年）のイオンモール店舗の施設名称変更の際、名称はイオンモールには変更されず名称はそのままとなっている。

## 主なテナント

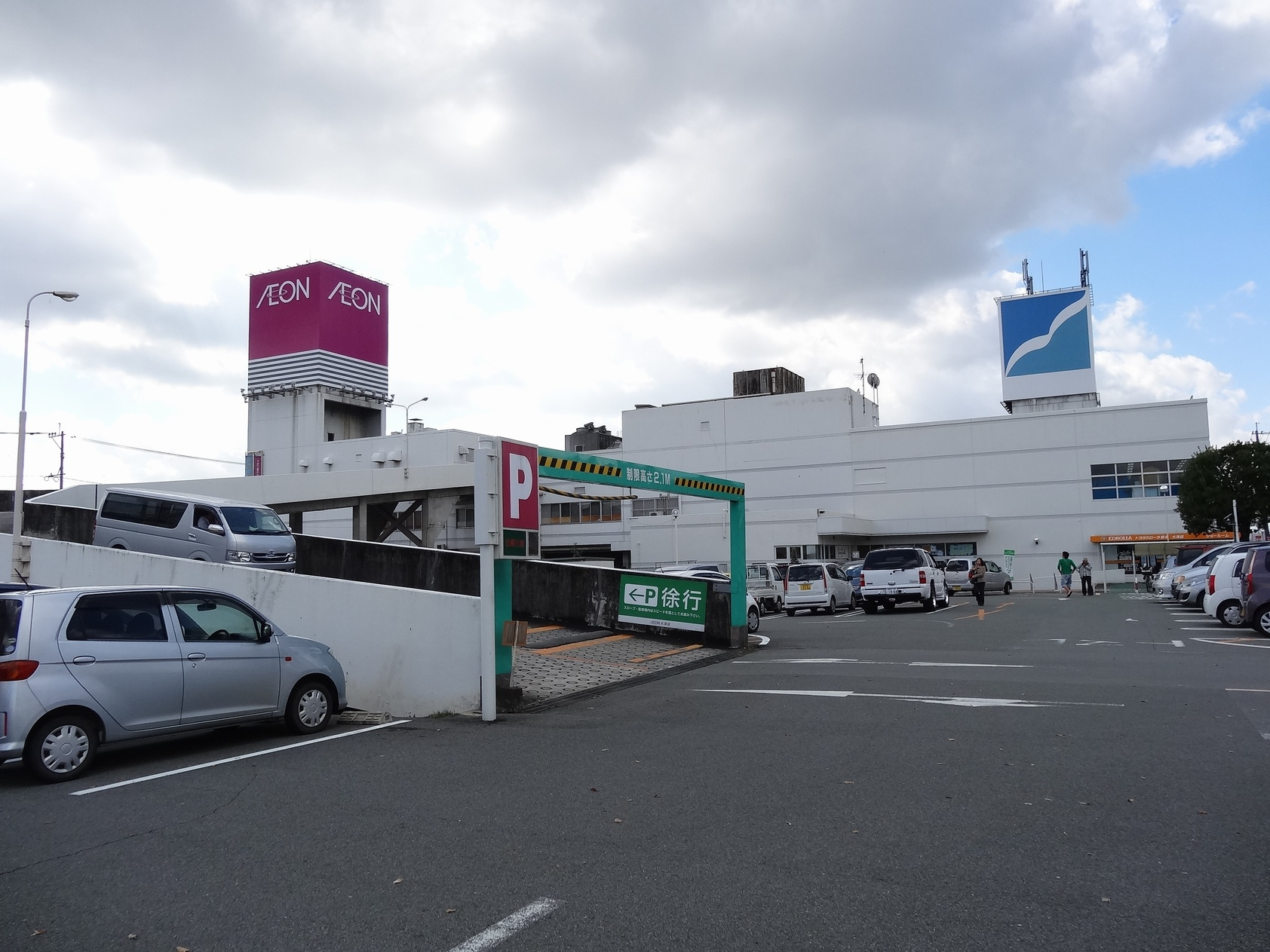
2012年当時の外観。アークの看板が掲げられていた

### 核テナント
- イオン大津店 - スーパーマーケット、旧:ジャスコ大津店・イオン九州運営。

屋上の看板は2種類あり、1つはイオンのもので「JUSCO（2代目ロゴ・開業時-変更時期不詳）」→「JUSCO（3代目ロゴ・変更時期不詳-2011年頃）」「ÆON（2011年頃）」である。もう一つはSC名となっているアークのもので青と水色を配した熊本の大地、阿蘇の山々を表現したデザインであり、開業時はロゴ下部に「アーク」の文字を入れていたが、ジャスコからイオンに変更となる2011年頃にその文字が削除されている。2016年4月に発生した熊本地震の影響で、SC名のアークの看板が無くなった。

### 専門店
2025年5月23日金曜日 リフレッシュOPENより
1階
- ひなたまこっこ大津店
- 菓舗 わたや
- カフェランテ
- リスドォル
- ヘアカットサロン「イッツスタイル｣
- イオンバイク大津店
- ヨネザワコンタクト
- グラスランス
- ひまわり整骨院

2階
- ナムコランド　（熊本県初の店舗である。）
- キャンドゥ
- カーブス
- 京の和雑貨 みくに

## 交通アクセス
- JR九州豊肥本線肥後大津駅より徒歩1分
- やまびこ号 (特急バス)（九州産交バス・大分バス共同運行）「大津駅南口」バス停より徒歩1分
- 大津まちなかバス（産交バス)「イオン大津店」バス停より徒歩30秒